# Ferdinand Wessels
Ferdinand Wessels (* 28. November 1899 in Burgsteinfurt; † 26. September 1950 ebenda) war ein deutscher sozialdemokratischer Politiker.
Wessels war zwischen 1927 und 1935 Arbeiter in einer Ziegelei und war anschließend Tabakarbeiter. Er gehörte bereits vor 1933 der SPD an. Während des Zweiten Weltkrieges war Wessels Soldat. 
Nach dem Krieg schloss er sich erneut der SPD an. Im Jahr 1946 war er Mitglied des Provinzialrat Westfalen und 1946 und 1947 Mitglied des ernannten Landtages von Nordrhein-Westfalen.